# أوجين بوتييه
يوجين بوتييه (Eugène Edine Pottier) (1887 - 1816) شاعر و منظر اشتراكي فرنسي , و واضع كلمات نشيد الأممية.

## روابط خارجية
- أوجين بوتييه على موقع IMDb (الإنجليزية)
- أوجين بوتييه على موقع ألو سيني (الفرنسية)
- أوجين بوتييه على موقع ميوزك برينز (الإنجليزية)
- أوجين بوتييه على موقع ديسكوغز (الإنجليزية)